# Simison Creek
Der Simison Creek (auch Stony Creek genannt) ist ein Bach im Mittleren Westen der Vereinigten Staaten. 
Er hat seinen Ursprung in einem kleinen Feuchtgebiet im Jay County in Indiana. Wie viele Bäche in dieser stark agrarisch geprägten Region verläuft der Simison Creek zuerst durch diverse Entwässerungsgräben entlang der Äcker. Erst nach Aufnahme weiterer kanalisierter Gewässer wird aus dem Rinnsal ein richtiger Bach, welcher Richtung Nordnordost durch das County fließt. Kurz vor seiner Mündung passiert der Simison Creek die Staatsgrenze zu Ohio. Ab dort trägt der Bach offiziell den Namen Stony Creek. Er mündet bei der Ortschaft Fort Recovery in den Oberlauf des Wabash Rivers.
Der Simison Creek ist 16,25 km lang und hat ein Einzugsgebiet von 18,21 km².